# Трюнжи
Трюнжи́ (фр. Trungy) — коммуна во Франции, находится в регионе Нижняя Нормандия. Департамент коммуны — Кальвадос. Входит в состав кантона Бальруа. Округ коммуны — Байё.
Код INSEE коммуны — 14716.

## Население
Население коммуны на 2010 год составляло 222 человека.
| 1962 | 1968 | 1975 | 1982 | 1990 | 1999 | 2010 |
| ---- | ---- | ---- | ---- | ---- | ---- | ---- |
| 250  | 268  | 212  | 209  | 209  | 234  | 222  |

## Экономика
В 2010 году среди 154 человек трудоспособного возраста (15—64 лет) 115 были экономически активными, 39 — неактивными (показатель активности — 74,7 %, в 1999 году было 67,1 %). Из 115 активных жителей работали 108 человек (60 мужчин и 48 женщин), безработных было 7 (3 мужчин и 4 женщины). Среди 39 неактивных 13 человек были учениками или студентами, 18 — пенсионерами, 8 были неактивными по другим причинам.